# Zygmunt Cybulski
Zygmunt Alojzy Cybulski (ur. 17 czerwca 1935 w Milczu, zm. 16 lipca 2023 w Gdańsku) – polski chemik, nauczyciel akademicki i polityk, profesor Uniwersytetu Technologiczno-Przyrodniczego w Bydgoszczy, poseł na Sejm II kadencji (1993–1997), senator V kadencji (2001–2005), poseł do Parlamentu Europejskiego V kadencji (2004).

## Życiorys
Syn Franciszka i Walerii. Ukończył studia chemiczne na Wydziale Matematyczno-Fizyczno-Chemicznym Wyższej Szkoły Pedagogicznej w Gdańsku (1959). W 1972 w Wyższej Szkole Rolniczej w Szczecinie obronił doktorat z zakresu nauk rolniczych. Był stypendystą Fundacji im. Alexandra von Humboldta, kilka lat pracował na uczelniach w Niemczech – Uniwersytecie Hohenheim w Stuttgarcie (1973–1974) i Uniwersytecie Fryderyka Schillera w Jenie (1985–1989), gdzie habilitował się. Później został profesorem nadzwyczajnym na Wydziale Inżynierii i Technologii Chemicznej Akademii Techniczno-Rolniczej im. Jana i Jędrzeja Śniadeckich w Bydgoszczy. Na bydgoskiej uczelni kierował Zakładem Chemii Ogólnej. W pracy naukowej specjalizował się w chemii ciała stałego i chemii nieorganicznej.
Członek m.in. Polskiego Towarzystwa Chemicznego i Związku Nauczycielstwa Polskiego, działacz Polskiego Związku Łowieckiego i Polskiego Związku Wędkarskiego. Był prezesem Federacji Związków Nauczycielstwa Polskiego Szkół Wyższych i Nauki, członkiem prezydium Ogólnopolskiego Porozumienia Związków Zawodowych, przewodniczącym Komisji Nauki OPZZ.
W latach 1953–1985 był członkiem Polskiej Zjednoczonej Partii Robotniczej, w latach 1995–1999 należał do Socjaldemokracji Rzeczypospolitej Polskiej, w 1999 wstąpił do Sojuszu Lewicy Demokratycznej (należał do grona członków założycieli SLD, wchodził w skład władz partyjnych w Bydgoszczy). W latach 1993–1997 sprawował mandat posła na Sejm II kadencji, był wiceprzewodniczącym Komisji Integracji Europejskiej. Ponownie zasiadał w parlamencie w latach 2001–2005, będąc wówczas senatorem z okręgu bydgoskiego, przewodniczył Komisji Spraw Unii Europejskiej. Od maja do lipca 2004 wykonywał równocześnie mandat eurodeputowanego.
Był żonaty, miał córkę. Został pochowany na cmentarzu katolickim św. Wincentego à Paulo w Bydgoszczy.

## Odznaczenia
Odznaczony Krzyżem Oficerskim (1997) i Komandorskim (2005) Orderu Odrodzenia Polski.